# 築山古墳 (瀬戸内市)
築山古墳（つきやまこふん）は、岡山県瀬戸内市長船町にある古墳。形状は前方後円墳である。

## 概要
古墳時代中期の5世紀後半から6世紀前半に築造されたと考えられている。全長は約82mで、前方部は幅約66m・高さ約10m、後円部直径は約38m・高さ約9mと、後円部の方が前方部より低くなっている。北に延びた丘陵の端を加工して造営されている。墳丘は二段構造となっており各段の縁と墳丘の裾部に埴輪が配列されていた。
後円部の墳頂中央にあった竪穴式石室は割石小口積みで出来ていたが、明治40年（1907年）に発掘され墳頂部が削り取られた。このため家型石棺が露出している。家型石棺は凝灰岩製である。当初、大阪府と奈良県の県境にある二上山で産出されたものと推測されていたが、近年の研究では熊本県宇土市産出の「阿蘇ピンク石」であると考えられている。
昭和63年（1988年）に発掘調査が行われ、埴輪の配列のほか、墳丘には15cm大の角礫の葺き石が葺かれ、古墳の周囲には二重の周濠が巡らされていたことが確認されている。
出土品として、神人画像鏡1面・ガラス製勾玉・碧玉製管玉・鉄剣・鉄斧・直刀・槍・鉾・鉄鏃・短甲・冑・轡・杏葉などが出土し、現在これらは東京国立博物館に収蔵されている。
昭和34年（1959年）3月27日、岡山県の史跡に指定された。

## 須恵古代館
古墳の北側に隣接し、高床式建物をイメージして平成8年（1996年）4月に開館した展示施設である。周辺の古墳や西谷遺跡、須恵器窯跡、廃寺などの遺跡から出土した陶器を中心に展示を行っている。開館日は土・日・祝日の9時30分より17時（但し入館は16時30分まで）。入館は無料。所在地は岡山県瀬戸内市長船町西須恵502-2。